# 392655 Fengmin
392655 Fengmin è un asteroide della fascia principale. Scoperto nel 2009, presenta un'orbita caratterizzata da un semiasse maggiore pari a 2,9298605 au e da un'eccentricità di 0,0616793, inclinata di 11,87948° rispetto all'eclittica.